# Fletcher Thompson

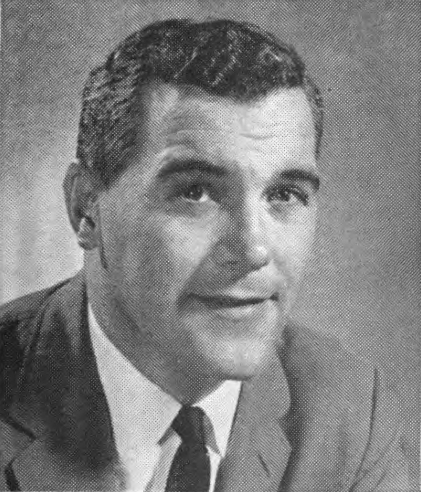
Fletcher Thompson (1969)

Standish Fletcher Thompson (* 5. Februar 1925 in College Park, Georgia; † 13. September 2022) war ein US-amerikanischer Politiker. Zwischen 1967 und 1973 vertrat er den Bundesstaat Georgia im US-Repräsentantenhaus.

## Werdegang
Fletcher Thompson besuchte die öffentlichen Schulen seiner Heimat einschließlich der Russell High School in East Point. Während des Zweiten Weltkrieges war er im Jahr 1943 im medizinischen Dienst der US Army. Danach diente er zwischen 1944 und 1946 in der Fliegerstaffel der Army. Während des Koreakrieges war er von 1950 bis 1953 Pilot der Air Force. Bis 1949 studierte Thompson an der Emory University. Nach einem anschließenden Jurastudium am Woodrow Wilson College of Law und seiner im Jahr 1958 erfolgten Zulassung als Rechtsanwalt begann er in East Point in seinem neuen Beruf zu arbeiten. Außerdem leitete er eine Versicherungsgesellschaft.
Thompson schloss sich der Republikanischen Partei an. Im Jahr 1964 wurde er in den Senat von Georgia gewählt. Bei den Kongresswahlen des Jahres 1966 setzte sich Thompson im fünften Wahlbezirk von Georgia durch, woraufhin er am 3. Januar 1967 die Nachfolge von Charles Weltner im US-Repräsentantenhaus in Washington, D.C. antrat. Seit 1875 war er der erste Republikaner, der diesen Distrikt im Kongress vertrat. Nach zwei Wiederwahlen konnte er dort bis zum 3. Januar 1973 drei Legislaturperioden absolvieren. Diese waren von den Ereignissen des zu Ende gehenden Vietnamkrieges bestimmt. Im Jahr 1972 verzichtete Thompson auf eine erneute Kandidatur. Stattdessen bewarb er sich erfolglos um die Wahl in den US-Senat; er verlor gegen den Demokraten Sam Nunn.
Nach seinem Ausscheiden aus dem US-Repräsentantenhaus arbeitete Fletcher Thompson als Anwalt in Atlanta. Außerdem betrieb er eine LKW-Spedition. Seit 1985 war er Mitglied der Atlanta Regional Commission. Zuletzt lebte er hochbetagt in Marietta.